# Jersey City

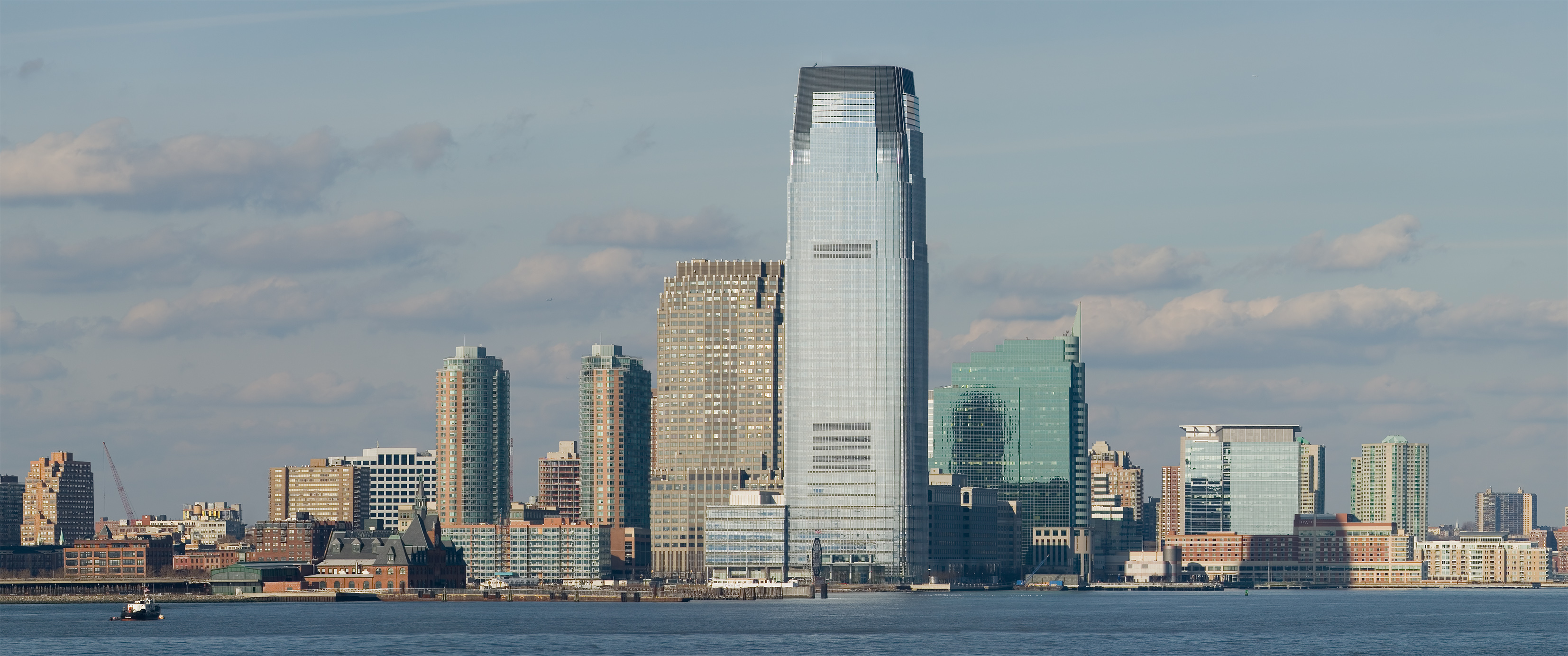
Pohled na město

Jersey City je město ve státě New Jersey, USA. Po městě Newark je v tomto státě druhé největší s 247 597 obyvateli v roce 2010. Jersey City od Manhattanu v New York City odděluje řeka Hudson. Mezi těmito dvěma městy funguje podzemní dráha PATH.
Jersey City je důležitou dopravní a přepravní tepnou.

## Demografie
Podle sčítání lidu z roku 2010 zde žilo 247 597 obyvatel.

### Rasové složení
- 32,7 % Bílí Američané
- 25,8 % Afroameričané
- 0,5 % Američtí indiáni
- 23,7 % Asijští Američané
- 0,1 % Pacifičtí ostrované
- 12,8 % Jiná rasa
- 4,4 % Dvě nebo více ras

Obyvatelé hispánského nebo latinskoamerického původu, bez ohledu na rasu, tvořili 27,6% populace.
Vzhledem k tomu, že je přes řeku naproti Manhattanu, je Jersey City jedním z etnicky nejrozmanitějších měst na světě. Žijí zde velké komunity Indů, Filipínců, Keňanů, egyptských Koptů a Maročanů.

## Slavní rodáci
- Nancy Sinatra (* 1940), americká zpěvačka a herečka
- Martha Stewartová (* 1941), americká obchodnice, novinářka a televizní moderátorka
- Frank Sinatra Jr. (1944–2016), americký zpěvák
- George Zamka (* 1962), americký důstojník a astronaut

## Partnerská města
- – Cuzco, Peru (1988)
- – Ahmadábád, Indie (1994)
- – Nan-tchung, Čína (1994)[4]
- – Ozamiz, Filipíny (1995)
- – Jeruzalém, Izrael (1997)
- – Vitória, Espírito Santo, Brazílie (1997)
- – Oviedo, Asturie, Španělsko (1998)
- – Sant'Arsenio, Salerno, Kampánie, Itálie (1999)
- – Kalkata, Indie (2001)
- – Saint John's, Antigua a Barbuda (2002)
- – San Martín del Rey Aurelio, Asturie, Španělsko (2004)
- – Rosario, Argentina (2008)